# Blohm+Voss
Blohm+Voss é um tradicional estaleiro naval alemão com sede em Hamburgo, localizado em Kuhwerder no Rio Elba. Atualmente, a Blohm + Voss é uma subsidiária da Lürssen. O nome da companhia é frequentemente soletrado como Blohm + Voß  em fontes alemãs.

## História
A 5 de abril de 1877 Hermann Blohm e Ernst Voss fundaram a construtora naval Blohm & Voss Schiffswerft und Maschinenfabrik como uma parceria. O estaleiro foi instalado em Kuhwerder, em Hamburgo, cobrindo uma área de 15.000 m².
Apesar de estar quase totalmente desmantelada após o final da Segunda Guerra Mundial, a empresa continuou na construção de navios e outros grandes aparelhos por 148 anos.
De 1930 a 1945, a Blohm & Voss também construiu aviões destinados à empresas estatais na Fábrica de aeronaves Wenzendorf e posteriormente em uma segunda fábrica, denominada Hamburger Flugzeugbau em Finkenwerder para fabricar hidroaviões, à Lufthansa, e à Força Aérea Alemã, a Luftwaffe. De especial destaque são as construções de aviões de projetos assimétricos. Apesar do ramo da aviação ser originalmente conhecido como Hamburger Flugzeugbau, e os seus aviões usarem as designações "Ha", rapidamente caiu em desuso, passando os novos modelos a receber a designação "BV".
A partir de 8 de Maio de 2017, dos 421.300 metros quadrados de área, apenas 150.000 permanecem, devido a uma restruturação da companhia. Para este efeito, as partes montadas em outros locais no Grupo Lürssen seriam levados para Hamburgo. Desde a aquisição, concentra-se em três áreas: navios de guerra (construção nova) para a Marinha Alemã, reforma de navios de Cruzeiro e mercantes (reparos) e reaparelhamento de yachts, além de desenvolvimento de interiores, tais como sistemas de tubos, motores de acionamento e auxiliares.

## Transferência à Airbus
Em 1955, a Alemanha foi autorizada a construir aeronaves civis novamente. A fábrica em Finkenwerder permaneceu e resurgiu em 1956, ainda sob a posse de Walther Blohm, mas já desconectado à B+V, que tentou trazer Vogt de volta dos EUA, mas sem sucesso e Pohlmann voltou para a empresa, se tornando o chefe desenhista. O foco ainda foi de subcontratos de diversos projetos de aeronaves alemãs e europeus e, para esse fim, participou em vários consórcios. Seu primeiro contrato, pós guerra, foi para fabricação de fuselagem e montagem final do Nord Noratlas, depois o Lockfighter Lockheed F-104 da Luftwaffe e o transporte militar Transall C-160.
Em 1958, a HFB propôs dois projetos de transporte:
- HFB-209, um turbopropulsor duplo capaz de transportar 48 passageiros,
- HFB-314, um jato duplo de curta distância.

Sem o financiamento do governo alemão, os projetos foram cancelados no início da década de 1960.
Em 1961, a HFB e a VFW (em si uma fusão da Focke-Wulf e da Weserflug) formaram conjuntamente o Entwicklungsring Nord (ERNO), anel de desenvolvimento norte, para desenvolver produtos aéreos e espaciais.
A única aeronave, projetada e construída pela HFB foi o HFB-320 Hansa Jet, um jato particular com asas voltadas para a frente, que primeiramente voou em 1964 e vendeu em números moderados. Um exemplar se encontra exposto aind na fábrica na coordenada 53°32'42.5"N 9°49'55.9"E.
Em maio de 1969, a HFB fundiu-se com a Messerschmitt-Bölkow para formar a Messerschmitt-Bölkow-Blohm (MBB), que por sua vez foi assumida pela Deutsche Aerospace (DASA) em setembro de 1989. Durante esse período, a HFB de Finkenwerder contribuiu significativamente para o Programa Airbus Europeu, se tornando a Airbus.

## Futuro do Estaleiro de Kuhwerder
Em Setembro de 2017 anunciou-se a construção de 5 Corvetas para a Marinha local, Em 2018, o Escritório Federal de Equipamentos, Tecnologia da Informação e Uso da Marinha informou à Thyssenkrupp Marine Systems de que o consórcio composto por ThyssenKrupp Marine Systems e Lürssen foi excluído do processo de adjudicação no processo de aquisição MKS 180.  A probabilidade é que as corvetas fossem construídas no German Naval Yards em Kiel ou no Damen Gruppe em Vlissingen (Países Baixos). Em 2015, muito antes da aquisição, o estaleiro já havia assinado uma parceria com o estaleiro holandês Damen para a construção dos MKS 180 e fez a oferta em conjunto. Atravês de carta, o CEO Dieter Dehlke, juntamente com Hein van Ameijden, imploraram pelos quatro navios. A Marinha decidiu que as partes da frente de duas das Corvetas K130, da chamada classe Braunschweig, seriam construídas no estaleiro Lürssen, em Bremen, e três fabricadas pelo German Naval Yards em Kiel. As partes traseiras de todos os navios seriam formadas no estaleiro Wolgaster Peene, propriedade da Lürssen. No estaleiro Blohm + Voss em Hamburg, porém, que também pertence à Lürssen, as partes frontais e traseiras dos navios seriam 'casados'. Em Hamburg também assume-se os equipamentos finais da construção das corvetas de aproximadamente 89 metros de comprimento. O consórcio Arge K130 inclui a Lürssen, a German Naval Yards e a Thyssen Krupp Marine Systems.  Em 08 de Junho de 2018 a Thyssen Krupp porém salientou a intenção de venda de sua parte na construção militar do estaleiro.

## Facilidades
Em 2017 o estaleiro consiste basicamente em uma área de aproximadamente 421,300 m², um Cais de aproximadamente 2,100 m e manufatura coberta de aprox. 92,000 m² com 7 Docas no seguinte dimensionamento:
| Item | Doca    | Comprimento (m) | Largura (m) | Profundidade (m) | para navios até: (DWT) | Guindaste capacidade de Levantamento: (t) | Capacidade: Quantidade, ton (t) | Tipo      |
| ---- | ------- | --------------- | ----------- | ---------------- | ---------------------- | ----------------------------------------- | ------------------------------- | --------- |
| 001  | Elbe 17 | 351.2           | 059.2       | 009.7            | 320,000                |                                           | 2 × 10 t, 2 × 50 t              | Seca      |
| 002  | 10      | 287.5           | 044.3       | 010.2            | 130,000                | 050,000                                   | 2 × 15 t, 2 × 35 t              | Flutuante |
| 003  | 11      | 320.0           | 052.0       | 010.8            | 250,000                | 065,000                                   | 2 × 10 t, 2 × 35 t              | Flutuante |
| 004  | 16      | 206.0           | 032.0       | 009.5            | 032,000                | 020,000                                   | 2 × 15 t, 1 × 50 t              | Flutuante |
| 005  | 06      | 162.5           | 024.5       | 008.0            | 018,000                | 009,000                                   | Sem o equipamento               | Flutuante |
| 006  | 05      | 160.0           | 028.0       | 008.0            | 018,000                | 009,000                                   | 2 × 5 t                         | Flutuante |
| 007  | 12      | 143.0           | 025.0       | 008.0            | 016,000                | 006,000                                   | 2 × 15 t, 2 × 35 t              | Flutuante |

## Alguns navios produzidos dentre muitos
Dos navios mais conhecidos construídos pela Blohm & Voss, destacam-se:
Navios da Primeira Guerra Mundial:
- SMS Scharnhorst, um cruzador couraçado,
- SMS Seydlitz e SMS Derfflinger, dois cruzadores gravemente danificados durante a Batalha da Jutlândia, mas que conseguiram regressar a casa.

Navios da Segunda Guerra Mundial:
- Admiral Hipper, um cruzador pesado,
- Bismarck, o famoso couraçado,
- Comissionou durante a guerra um total de 224 U-Boots[6] para a Kriegsmarine:

| Tipo                          | U-Boots         | Concluídos | Construído durante |
| ----------------------------- | --------------- | ---------- | ------------------ |
| Submarino alemão Tipo VIIC    | U-551 - U-650   | 100 boats  | 1939 - 1942        |
| Submarino alemão Tipo VIIC    | U-951 - U-994   | 44 boats   | 1941 - 1943        |
| Submarino alemão Tipo VIIC/41 | U-995           | 1          | 1941 - 1943        |
| Submarino alemão Tipo VIIC/41 | U-997 - U-1010  | 14 boats   | 1941 - 1944        |
| Submarino alemão Tipo VIIC/41 | U-1013 - U-1025 | 13 boats   | 1942 - 1945        |
| Submarino alemão Tipo XVIIA   | U-792 - U-793   | 2 boats    | 1942 - 1944        |
| Submarino alemão Tipo XVIIB   | U-1405 - U-1407 | 3 boats    | 1943 - 1945        |
| Submarino alemão Tipo XXI     | U-2501 - U-2531 | 31 boats   | 1943 - 1945        |
| Submarino alemão Tipo XXI     | U-2533 - U-2536 | 4 boats    | 1943 - 1945        |
| Submarino alemão Tipo XXI     | U-2538 - U-2546 | 9 boats    | 1943 - 1945        |
| Submarino alemão Tipo XXI     | U-2548          | 1          | 1943 - 1945        |
| Submarino alemão Tipo XXI     | U-2551 - U-2552 | 2 boats    | 1943 - 1945        |

Navios de guerra:
- F209 Rheinland-Pfalz, uma fragata da classe Bremen,
- F215 Brandenburg, a primeira fragata da classe Brandenburg,
- F219 Sachsen, a primeira fragata da classe Sachsen,
- 4 MEKO 360H2 da classe Almirante Brown para Marinha Argentina.

Navios de carga: 
Veleiros de três mastros:
- Sagres

Veleiros de quatro mastros:
- Passat
- Pamir

Navios transatlânticos
- MV Wilhelm Gustloff, maior desastre naval de todos os tempos com mais de 10 mil embarcados, mortos.

## Aviões
- Blohm & Voss BV 40, planador interceptador
- Blohm & Voss Ha 137, protótipo bombardeiro de mergulho
- Blohm & Voss BV 138, hidroavião de patrulha militar (primeiras versões designadas por Ha 138)
- Blohm & Voss Ha 139, hidroavião de longo alcance
- Blohm & Voss Ha 140, protótipo de um hidroavião torpedeiro
- Blohm & Voss BV 141, reconhecimento (assimétrico)
- Blohm & Voss BV 142, reconhecimento e transporte
- Blohm & Voss BV 143, protótipo
- Blohm & Voss BV 144, avião de transporte
- Blohm & Voss BV 155, interceptador de grande altitude (inicialmente Me 155)
- Blohm & Voss BV 222 Wiking (Viking), hidroavião de transporte
- Blohm & Voss Bv 238, protótipo de hidroavião
- Blohm & Voss BV 246 Hagelkorn (Granizo)